# Harvey Guillén
Javier " Harvey " Guillén (Condado de Orange, 3 de maio de 1990), é um ator norte-americano. Ele é amplamente conhecido pelo seu papel como o personagem Guillermo de la Cruz na seriado de TV What We Do in the Shadows.

## Biografia
O ator é filho de imigrantes mexicanos. Ele adotou o nome Harvey devido ao fato de seus professores da escola não conseguirem pronunciar o seu primeiro nome corretamente. Guillén frequentou o Citrus College, completando o programa de três anos dos Citrus Singers em 2005. Ele costumava reciclar lixo para pagar as aulas de improviso. O seu pai, que foi a primeira pessoa que o encorajou a seguir a carreira de ator, morreu de câncer de pulmão em 2017.

## Carreira

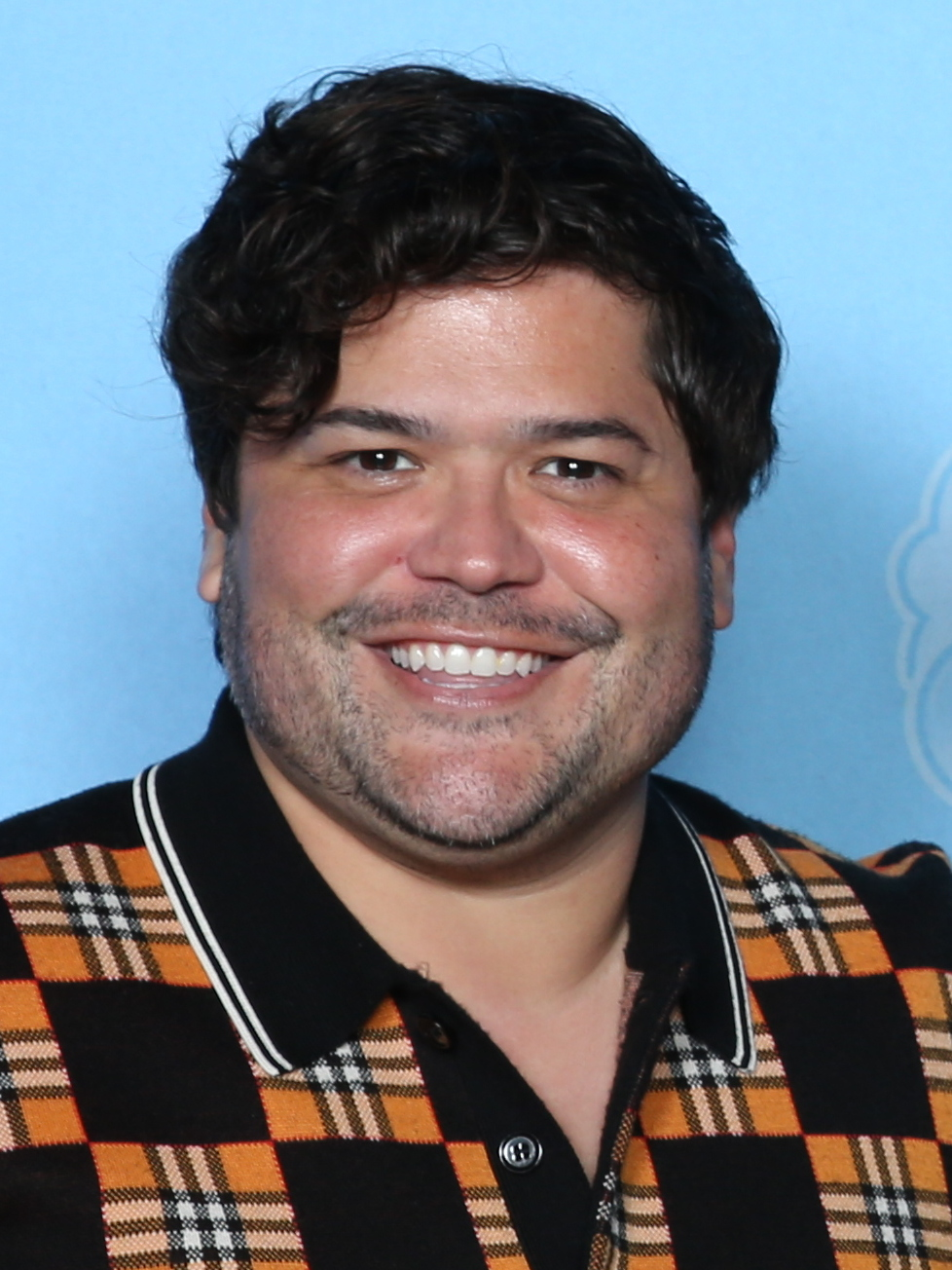
Harvey Guillén na GalaxyCon de Richmond em 2022

Guillén apareceu em papéis recorrentes em séries de televisão como Alistair Delgado em Huge (2010), Cousin Blobbin em The Thundermans (2013–2018), George Reyes em Eye Candy (2015) e Benedict Fenwick em The Magicians (2017–2018). Ele também teve um papel secundário no filme The Internship de 2013.
A partir de 2019, Guillén desempenhou o papel de Guillermo de la Cruz no seriado de televisão da FX, What We Do in the Shadows. Ele também apareceu na série dramática de ficção científica Don't Look Deeper, antes do fechamento da plataforma em dezembro de 2020.
Guillén recebeu muitos elogios por seu papel como Guillermo. Hank Steuver, em sua crítica de What We Do in the Shadows no The Chicago Tribune, afirmou que Guillén "proporciona pelo menos metade das grandes risadas" do show.
Em 2022, Guillén deu voz ao personagem cômico Perrito em Puss in Boots: The Last Wish.
Em 2024, Guillén reprisou o seu papel como primo Blobbin do seriado The Thundermans no filme homônimo The Thundermans Return. Ele também deu a voz a Odie em The Garfield Movie e interpretou Vassago em Helluva Boss.

## Filmografia

### Filme
| Ano  | Título                                                            | Papel                                                    | Notas                                              |
| ---- | ----------------------------------------------------------------- | -------------------------------------------------------- | -------------------------------------------------- |
| 2012 | General Education                                                 | Andy                                                     |                                                    |
| 2013 | The Internship                                                    | Zach                                                     |                                                    |
| 2017 | 8 Bodies                                                          | Garry                                                    | Curta-metragem                                     |
| 2017 | Truth or Dare                                                     | Holt Thorne                                              |                                                    |
| 2018 | Status Update                                                     | Lonnie Gregory                                           | [ 13 ]                                             |
| 2018 | F.R.E.D.I.                                                        | Lopez                                                    |                                                    |
| 2021 | Werewolves Within                                                 | Joaquim Wolfson                                          | [ 14 ]                                             |
| 2022 | Cursed Friends                                                    | Andy Leonard                                             |                                                    |
| 2022 | I'm Totally Fine                                                  | DJ Twisted Bristle                                       |                                                    |
| 2022 | Puss in Boots: The Last Wish                                      | Perrito                                                  | Voz nas versões Inglês e Espanhol (América Latina) |
| 2023 | Strays                                                            | Shitstain                                                | Voz                                                |
| 2023 | Blue Beetle                                                       | Dr. Jose Francisco Morales Rivera de la Cruz / "Sanchez" |                                                    |
| 2023 | Wish                                                              | Gabo                                                     | Voz                                                |
| 2024 | The Thundermans Return                                            | Cousin Blobbin                                           |                                                    |
| 2024 | The Garfield Movie                                                | Odie                                                     | Voz                                                |
| 2024 | The Life of Chuck                                                 |                                                          |                                                    |
| 2025 | Companion                                                         | Eli                                                      | [ 18 ]                                             |
| 2025 | Alexander and the Terrible, Horrible, No Good, Very Bad Road Trip | Claudio                                                  |                                                    |

### Televisão
| Ano          | Título                             | Papel                   |
| ------------ | ---------------------------------- | ----------------------- |
| 2006         | The Suite Life of Zack & Cody      | Extra                   |
| 2008         | Miss Guided                        | Lopez                   |
| 2010         | Huge                               | Alistair Delgado        |
| 2010         | Most Likely to Succeed             | Chuck                   |
| 2012         | Dog with a Blog                    | Glenn                   |
| 2012         | Raising Hope                       | Elijah                  |
| 2013–2018    | The Thundermans                    | Primo Blobbin           |
| 2015         | Eye Candy                          | George Reyes            |
| 2016         | Crazy Ex-Girlfriend                | Beans                   |
| 2016         | Young & Hungry                     | Zander                  |
| 2016         | Haters Back Off                    | Harvey                  |
| 2016         | Documentary Now!                   | Manuel                  |
| 2017         | The Real O'Neals                   | August                  |
| 2017         | iZombie                            | Diego                   |
| 2017–2020    | The Magicians                      | Benedict Pickwick       |
| 2018         | The Good Place                     | Steve                   |
| 2018         | Into the Dark                      | Nick                    |
| 2019–2024    | What We Do in the Shadows          | Guillermo de la Cruz    |
| 2020         | Little America                     | Victor                  |
| 2020         | Don't Look Deeper                  | Renato                  |
| 2020         | Room 104                           | Luke                    |
| 2021         | Zoey's Extraordinary Playlist      | George                  |
| 2021         | The Owl House                      | Angmar                  |
| 2021         | The Boulet Brothers' Dragula       | Guest Judge             |
| 2021         | Archer                             | Alton                   |
| 2021         | Teenage Euthanasia                 | Kenton Burpy            |
| 2021–present | Mickey Mouse Funhouse              | Funny the Funhouse      |
| 2022         | The Casagrandes                    | Henrique                |
| 2022         | Reacher                            | Jasper                  |
| 2022–2023    | Big City Greens                    | Hector                  |
| 2022–2023    | Human Resources                    | José/Brett              |
| 2022–present | Harley Quinn                       | Dick Grayson            |
| 2023         | The Late Show with Stephen Colbert | George Santos           |
| 2023         | Shape Island                       | Square                  |
| 2023         | RuPaul's Drag Race                 | Guest Judge             |
| 2023         | RuPaul's Drag Race: Untucked       | Self                    |
| 2023         | Lopez vs Lopez                     | Miguel                  |
| 2023         | Digman!                            | High Score              |
| 2023         | We Baby Bears                      | Genie/Wishbone Salesman |
| 2023         | Kung Fu Panda: The Dragon Knight   | Pelpel                  |
| 2023–2024    | Firebuds                           | Tio Tad                 |
| 2024         | Impractical Jokers                 | Self                    |
| 2024         | Angry Birds Mystery Island         | Buddy                   |
| 2024         | Class Acts                         | Terapeuta do Inferno    |
| 2024         | Helluva Boss                       | Vassago                 |

## Prêmios e indicações
| Ano  | Prêmio                            | Categoria                                              | Indicação                 | Resultado | Ref.   |
| ---- | --------------------------------- | ------------------------------------------------------ | ------------------------- | --------- | ------ |
| 2021 | Prêmio Critics' Choice Television | Melhor Ator Secundário em Série de Comédia             | What We Do in the Shadows | Indicado  | [ 19 ] |
| 2022 | Prêmio Critics' Choice Television | Melhor Ator Secundário em Série de Comédia             | What We Do in the Shadows | Indicado  | [ 20 ] |
| 2022 | Prêmio Saturno                    | Prêmio Saturno de Melhor Ator Coadjuvante de Televisão | What We Do in the Shadows | Indicado  | [ 21 ] |
| 2024 | Prêmio Critics' Choice Television | Melhor Ator Secundário em Série de Comédia             | What We Do in the Shadows | Indicado  | [ 22 ] |